# Camille Groult
Pour les articles homonymes, voir Groult.
Charles Camille Groult, né le 30 juin 1832 à Paris et mort le 13 janvier 1908 dans la même ville, est un industriel et collectionneur d'art français.

## Biographie
Camille Groult est le fils de Thomas Groult, négociant en grains, fondateur de la « Maison Groult » en 1830, qu'il développe en achetant l'année suivante le « Bazar des Comestibles » à Paris, puis, en 1838, une minoterie. La Maison Groult vend alors des farines de légumes cuits, des pâtes et divers féculents ; grâce à de nombreuses relations commerciales nouées avec l'étranger, et notamment le Brésil dès 1836, Thomas Groult fait également importer du sagou, du tapioca, de l'arrow-root. Son fils développe la firme et devient propriétaire des Grands Moulins de Paris. Les « Pâtes alimentaires Groult » sont alors basées à Vitry-sur-Seine, rue d'Oncy (devenue rue Camille-Groult).

### Les Groult, collectionneurs d'art ancien

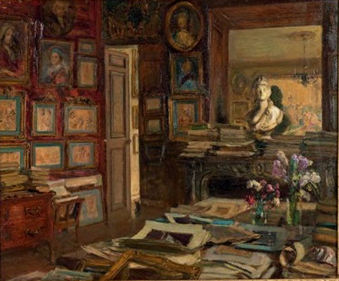
Vue du cabinet de Camille Groult, par Walter Gay.

Camille Groult développa donc considérablement l'entreprise familiale, qui l'enrichit, et il commença à partir de 1860 à collectionner des tableaux, dessins et pastels du XVIIIe siècle français, mais il délaissa ce thème autour de 1890 pour acquérir des tableaux issus de l'École anglaise de peinture, entre autres par l'intermédiaire de marchands anglais et français comme la galerie Boussod et Valadon, qui en 1897, lui vendit Le Portrait de Giadine de Thomas Gainsborough pour 22 000 francs-or. Toutefois, Groult est reconnu à cette époque comme le premier collectionneur privé de dessins de Watteau.
René Gimpel, dans son Journal d'un collectionneur marchand de tableaux (1963) évoque plusieurs membres de cette famille : 
Le père, Jean Groult, « une grande figure de l'amateur du XIXe siècle » ; « Camille, le fils, nous a dit que la collection formerait un musée après sa mort et celle de sa sœur (...). Il me conduit dans une pièce où sur une douzaine de chevalets, se trouvent des Turner (...). « Le plus beau, selon moi, c'est le Pont de Saint-Cloud (...). Il y avait bien trois de faux sur quatre, mais il le savait parfaitement » (23 mai 1918). Plus tard Forain qui avait beaucoup connu « le vieux Groult », raconte qu'il lui avait fait acheter « un superbe dessin de Fragonard pour 1 000 francs, une imitation du Triomphe de Jordaens d'Anvers, et qu'il a aussi acheté un paquet de dessins de Saint-Aubin à des descendantes, deux vieilles filles qui lui donnèrent par-dessus le marché un service de Sèvres. Ah, Groult, c'était une figure, une figure à la Balzac ! » (...), et que le fils Groult « a éliminé cent toiles de sa collection sans qu'on s'en aperçoive » (23 avril 1920). La collection Groult abritait des tableaux de John Constable et Turner, œuvres d'art, insectes rares et oiseaux exotiques dans un hôtel de l'avenue Malakoff à Paris. « Dans deux vitrines plates, je découvre dans l'une des papillons merveilleux et dans l'autre des coquilles de nacre. Il me dit (...) l'humanité n'apprécie pas ce qu'elle peut avoir à bon marché » (23 mai 1918).

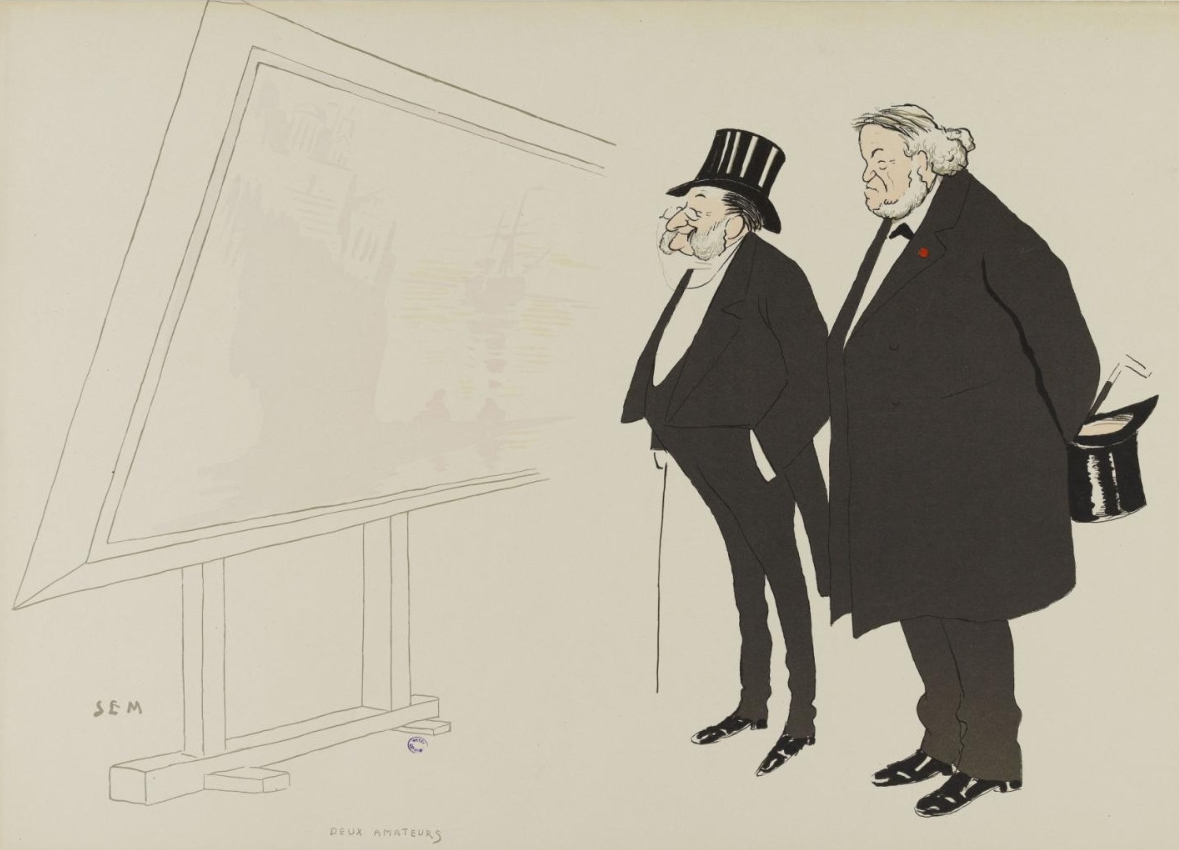
Caricature d'Auguste Paul Arthur Chéramy et Camille Groult, par Sem.

« Ami du Louvre », à qui il donna plus tard cette riche collection, Camille Groult fut sans doute le plus grand amateur de peinture britannique en France à la fin du XIXe siècle ; grâce à ce don, le Louvre conserve à présent un ensemble d’œuvres de Raeburn sans exemple hors du monde anglo-saxon.
Marié le 30 août 1859 à Paris 8e avec Alice Thomas, fille du préfet Théodore Thomas (1803-1868) et de Rose Françoise Anaïs Tassin de Moncourt, il est le grand-père de Pierre Bordeaux-Groult.
« M. Groult ressemblait à ce portrait de Goya qui figure en tête de la réimpression des Caprices (et) Je crois bien qu'il s'était un peu inspiré de ce portrait lorsqu'il qu'il fit, il y a quelques années, une entrée sensationnelle au bal Gavarni en chapeau à haut-de-forme aux bords chantournés, en redingote juponnée » (Robert de Montesquiou).
On peut également lui trouver une ressemblance avec le personnage qui, parmi trois autres amateurs, met sa main « en longue-vue » pour apprécier un grand tableau présenté sur un chevalet dans Le Chef-d'œuvre d'Albert Guillaume.
Il meurt en 1908 en son hôtel particulier situé 119 avenue de Malakoff (16e arrondissement de Paris).